# Schönberg (Ebringen)
El Monte Hermoso se encuentra en Baden-Wurtemberg, Alemania, al sur de Friburgo.
|             |
| Vista aérea |

|                |
| Desde Friburgo |

|                                |
| Ruinas del castillo Schneeburg |

|                          |
| Castillo de los Jesuitas |

## Etimología
Schönberg, el nombre usado en alto alemán moderno, se traduce por "Monte Hermoso" Sin embargo, el nombre histórico y alemánico es "Schinberg" que significa "Monte Vistoso".

## Geografía
Se encuentra en el graben del Rin Superior en la zona piedemonte de la Selva Negra

## División territorial
Está ubicado sobre los territorios de los municipios de Ebringen (donde está la cumbre), Schallstadt, Merzhausen, Au, Wittnau, Sölden y del barrio Sankt Georgen de Friburgo.

## Reserva natural
- Jennetal